# سیترولین
سیترولین (به انگلیسی: Citrulline) یک ترکیب شیمیایی با شناسه پاب‌کم ۹۷۵۰ است. که جرم مولی آن ۱۷۵٫۲ g/mol می‌باشد. 